# Decathlon–AG2R La Mondiale
Decathlon–AG2R La Mondiale (UCI kód: DAT) je francouzský cyklistický tým patřící do kategorie UCI WorldTeam. Jejími hlavními sponzory jsou francouzská pojišťovací firma AG2R La Mondiale a francouzský prodejce sportovního vybavení Decathlon. Tým je složen převážně z francouzských cyklistů.

## Historie
Poté, co v roce 1992 skončil Vincent Lavenu s kariérou profesionálního cyklisty, založil profesionální cyklistický tým s hlavním sponzorem Chazal.[ujasnit] Tento sponzor zůstal u týmu mezi lety 1992 až 1995. V roce 1996 převzala sponzorství týmu společnost Petit Casino, síť kaváren v supermarketech. V roce 1997 převzal sponzorství týmu řetězec supermarketů, který obsahoval kavárny Petit Casino, a rozpočet týmu se podstatně zvýšil. Lavenuův tým se tak mohl zúčastnit velkých závodů, včetně klasik. Tým získal několik úspěchů s Alexandrem Vinokourovem, Jaanem Kirsipuuem a Lauri Ausem.
V roce 2000 převzala roli hlavního sponzora pojišťovací společnost Ag2r Prévoyance. Tým sbíral další úspěchy s Laurentem Brochardem, Jaanem Kirsipuuem a Jeanem-Patrickem Nazonem. V roce 2006 se tým připojil k UCI ProTour a dokázal uspět na Tour de France, na níž Sylvain Calzati vyhrál 8. etapu a Cyril Dessel strávil den ve žlutém trikotu pro lídra závodu.
Výrazných úspěchů dosáhl tým Ag2r-La Mondiale na Tour de France 2009. Po úspěšném úniku v 7. etapě se do žlutého trikotu oblékl Rinaldo Nocentini, který v trikotu strávil celkem 8 etap. Spolu s ním jel v úniku i jeho týmový kolega Christophe Riblon, jenž byl odměněn cenou pro největšího bojovníka etap. Navíc se celý tým Ag2r-La Mondiale dostal do čela klasifikace týmů, kde vydržel až do 11. etapy. Na vedoucí pozici této soutěže se tým dostal ještě po 14. etapě.
Skvělých výsledků na Tour dosáhl tým i v roce 2014. Blel Kadri vyhrál 8. etapu a Jean-Christophe Péraud obsadil celkové druhé místo. V říjnu téhož roku bylo oznámeno, že AG2R bude nadále sponzorovat tým až do roku 2018.  Na Tour de France v roce 2016 bylo sponzorství prodlouženo o další dva roky až do sezóny 2020. 
V září 2020 podepsal tým smlouvu s dodavatelem kol BMC. Mezi lety 2021 a 2023 byla automobilka Citroën spolumajitelem týmu, kvůli čemuž se tým jmenoval AG2R Citroën Team. 

## Soupiska týmu
K 16. lednu 2024
- Bruno Armirail (FRA) (* 11. dubna 1994)
- Alex Baudin (FRA) (* 25. května 2001)
- Sam Bennett (IRL) (* 16. října 1990)
- Clément Berthet (FRA) (* 2. srpna 1997)
- Edvald Boasson Hagen (NOR) (* 17. května 1987)
- Franck Bonnamour (FRA) (* 20. června 1995)
- Geoffrey Bouchard (FRA) (* 1. dubna 1992)
- Benoît Cosnefroy (FRA) (* 17. října 1995)
- Dries De Bondt (BEL) (* 4. července 1991)
- Sander De Pestel (BEL) (* 11. října 1998)
- Stan Dewulf (BEL) (* 20. prosince 1997)
- Felix Gall (AUT) (* 27. února 1998)
- Pierre Gautherat (FRA) (* 16. ledna 2003)
- Dorian Godon (FRA) (* 25. května 1996)
- Jaakko Hänninen (FIN) (* 16. dubna 1997)
- Jordan Labrosse (FRA) (* 15. září 2002)
- Victor Lafay (FRA) (* 17. ledna 1996)
- Paul Lapeira (FRA) (* 25. února 2000)
- Oliver Naesen (BEL) (* 16. září 1990)
- Ben O'Connor (AUS) (* 25. listopadu 1995)
- Aurélien Paret-Peintre (FRA) (* 27. února 1996)
- Valentin Paret-Peintre (FRA) (* 14. ledna 2001)
- Nans Peters (FRA) (* 12. března 1994)
- Gianluca Pollefliet (BEL) (* 28. ledna 2002)
- Nicolas Prodhomme (FRA) (* 1. února 1997)
- Valentin Retailleau (FRA) (* 18. června 2000)
- Damien Touzé (FRA) (* 7. července 1996)
- Bastien Tronchon (FRA) (* 29. března 2002)
- Andrea Vendrame (ITA) (* 20. července 1994)
- Larry Warbasse (USA) (* 28. června 1990)